# 미일안전보장조약

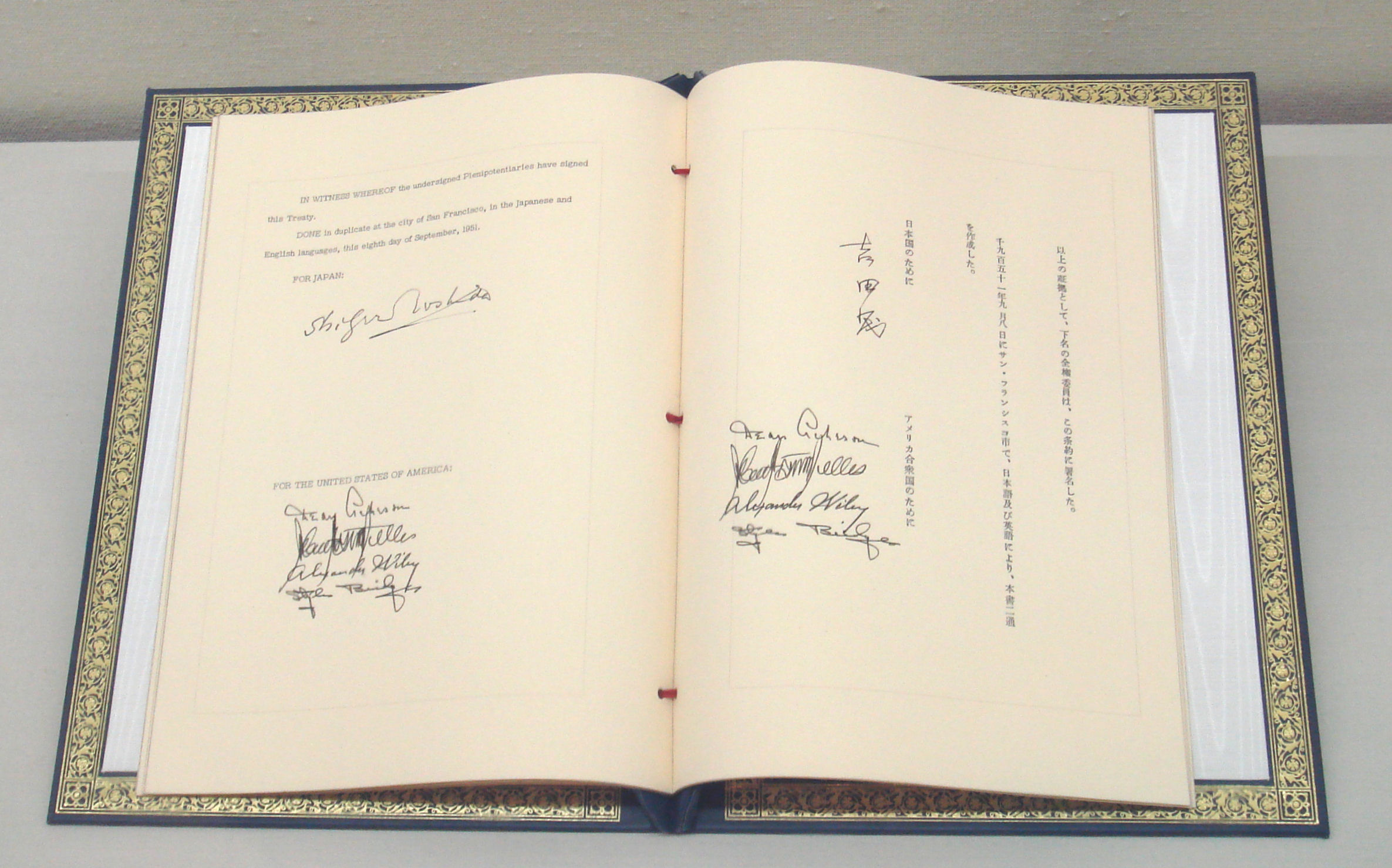
일본 외무성 사료 전시관에 전시된 서명

미일안전보장조약 또는 정식 명칭인 일본과 미국 간의 안전 보장 조약(Security Treaty Between the United States and Japan, 日本国とアメリカ合衆国との間の安全保障条約)은 일본의 안전 보장을 위해 미국이 참여하고 미군을 일본에 주둔시키는 것 등을 정한 양국 간 조약이다. 소위 구 미일안보조약이라는 것이며, 1951년 9월 8일 일본과의 평화 조약의 날에 서명되었다. 1960년 일본과 미국 간의 상호 협력 및 안전 보장 조약(신미일안보조약)이 발효됨에 따라 효력을 상실했다.

## 개요
일본의 항복 이후 일본은 미군을 중심으로 한 연합군에 점령되었고 일본군은 해체되었다. 냉전 진영 대립이 깊어져, 1950년 6월 25일에는 한국 전쟁이 발발했다. 일본에 주둔한 미군은 한반도로 이동하여 경찰 예비대가 창설되는 등 일본의 방위, 안보 환경은 불안정했다. 한국 전쟁이 계속되는 가운데, 일본은 공산주의 진영을 제외한 국가와를 관계를 강화하는 단계가 되었다. 국방, 안보 환경을 우려한 미일 양국은 일본의 주권 회복 후에도 미군이 주둔함으로써 극동의 안보 환경을 유지하기로 했다. 따라서 일본과의 평화 조약 때 일본과 미국 사이의 안전 보장 조약이 서명되었다.
협약은 전문과 5조로 구성되며, 미군이 계속 일본에 주둔하는 것을 골자로 하고 있다. 조약의 기한은 없고, 주둔 이외에 원조 가능성을 만지지 있지만, 국방 의무는 명시되어 있지 않다. 또한 내란 대응에 대한 언급도 있었다. 따라서 국방 의무의 명시나 내란 조항의 삭제 등을 행한 일본과 미국 간의 상호 협력 및 안전 보장 조약 (신 미일 안보 조약)이 체결, 1960년 발효되었다. 구 미일안보조약 제4조 및 새로운 미일 안보 조약 제19조의 규정에 따라 구 미일안보조약은 1960년 6월 23일에 효력을 상실하게 되었다.

## 내용
전문
일본에 자체 방어 능력이 충분히 없는지 구축되어 있지 않다는 것을 인식하고 또한 유엔 헌장이 각국에 자위권을 인정하고 있음을 인식하고 그 위에 방어용 잠정 조치로서 일본은 미군이 일본에 주둔하기를 희망하고있다. 또한, 미국은 일본이 자체 방어 능력을 향상시킬 것으로 기대하고있다. 평화 조약의 효력 발행과 동시에 이 조약이 효력을 발효하는 것을 희망한다.
제1조 (미군 주둔 권)
일본은 국내에 미군 주둔의 권리를 준다. 주둔 미군은 극동 아시아의 안전에 기여하는 것 외에 직접적인 무력 침공과 외국에서의 선동 등에 의한 일본의 내란 등에 대해서도 도움을 줄 수있다.
제2조 (제3국 군대에 대한 협력의 금지)
미국의 동의를 얻지 않고, 제3국 군대의 주둔, 배포, 기지 제공, 통과 등의 금지.
제3조 (특성 결정)
구체적인 결정은 양국 간의 행정 협정에 의한다.
제4조 (협약의 해지)
국제 연합의 조치 또는 대체될 수 있는 다른 보안 조치의 발효와 양국 정부가 인식한 경우 해지한다.
제5조 (비준)
비준 후에 효력이 발효한다.

## 같이 보기
- 존 포스터 덜레스
- 딘 애치슨